# 楊鈞 (同治進士)
楊鈞（1836年4月24日—？年），字少庚，號秉衡，道光十六年丙申三月初九日（1836年4月24日）生，行一。四川省敘州府富順縣縣城內正中街人，民籍，瀘州直隸州九姓鄉廩膳生。

## 生平[1]
- 同治六年丁卯並補壬戌本省鄉試中式第39名，會試中式第157名，殿試三甲169名，欽點即用知縣。
- 歷任湖北省應山縣、宜城縣、咸寧縣等縣知縣[2]。有德政[3]。

## 家世[1]
- 九世至十二世祖：
  - 楊式，正德三年戊辰科進士，刑部主事。
  - 楊惟喬，嘉靖四十四年乙丑科進士，江西按察使司，崇祀鄉賢。
  - 楊述中，萬曆十七年己丑科進士，雲貴總督，五省經略，兵部左侍郎，右都御史，崇祀富順鄉賢、貴州名宦。
- 高祖曰安，曾祖恆廣，祖好禮、父煋，母舒氏，妻鍾氏，子象璋、象琳。